# Lex Titia
La Lex Titia fu una legge romana approvata il 27 novembre 43 a.C. Garantì al Triumvirato il diritto di regnare per un periodo di cinque anni. È comunemente nota come la legge che formalizzò e legalizzò il secondo triumvirato di Augusto, Marco Antonio e Marco Emilio Lepido (il primo triumvirato era esistito senza la relativa legge).
L'approvazione della Lex Titia, proposta dal tribuno della plebe Publio Tizio, segnò la fine formale della Repubblica romana, togliendo buona parte del potere decisionale al Senato romano ed alle assemblee popolari, anche se in pratica questi poteri erano già stati quasi completamente accaparrati dalle parti politiche che diedero il via alla guerra civile. La legge, prevedendo solo una durata limitata, fu rinnovata nel 38 a.C., ma le schermaglie tra Ottaviano ed Antonio dopo la caduta di Lepido del 36 a.C. impedirono l'applicazione di un altro mandato, portando allo scadere della Lex Titia nel 33 a.C. ed alla successiva guerra civile romana.